# خانه! خانه عزیز!
خانه! خانهٔ عزیز! (انگلیسی: Home! Sweet Home!) ترانه‌ای میهن‌ پرستانه با اصالت (آمریکایی-بریتانیایی) است که در سال ۱۸۲۳ میلادی توسط هنری بیشاپ، آهنگساز انگلیسی، و جان هاوارد پین، ترانه‌سرای آمریکایی، خلق شد. این اثر به‌عنوان موسیقی تیتراژ چندین فیلم نیز مورد استفاده قرار گرفته است.

## تاریخ
انتشار جداگانهٔ آهنگ در سال ۱۸۲۳، بیش از ۱۰۰٬۰۰۰ نسخه از آن در مدت کوتاهی به فروش رفت و ناشران از جمله شرکت موسیقی چپل (Chappell & Co.) سود کلانی کسب کردند. براساس گزارش‌ها، در سال اول انتشار، سود خالص ناشی از فروش این اثر به ۲٬۱۰۰ پوند استرلینگ (معادل حدود ۲۵۰٬۰۰۰ پوند امروزی) رسید. با این حال، جان هاوارد پین به‌رغم موفقیت چشمگیر اثر، سهم چندانی از این درآمد نداشت. او اگرچه در دوره‌ای از زندگی خود به دلیل فعالیت‌های ادبی و سیاسی از وضعیت مالی مناسبی برخوردار بود، اما به دلیل ضعف در مدیریت اقتصادی و نبود شمّ تجاری، نتوانست از موفقیت این ترانه بهرهٔ مالی ببرد.
در سال ۱۸۵۲، هنری بیشاپ این آهنگ را در قالب یک تصنیف سالنی بازآفرینی کرد و طی جنگ داخلی آمریکا (۱۸۶۱–۱۸۶۵) و سال‌های پس از آن، محبوبیت گسترده‌ای در ایالات متحده یافت. نخستین اجرای عمومی این اثر در آمریکا در ۲۹ اکتبر ۱۸۲۳ در تئاتر وینتر گاردن فیلادلفیا و با خوانندگی خانم ویلیامز (Mrs. Williams) انجام شد.
در اوایل سال ۱۸۲۷، آهنگساز سوئدی فرانتس بروالد (Franz Berwald) قطعهٔ «خانه! خانهٔ عزیز» (Home! Sweet Home!) را در اثر خود با عنوان «کنسرت اشتوک برای باسون و ارکستر» (Konzertstück for Bassoon and Orchestra) بازآفرینی کرد. او این تم را در بخش میانی (موومان دوم) اثر با نشانهٔ آندانته (Andante) به کار برد و از ملودی اصلی برای خلق فضایی احساسی و نوستالژیک بهره گرفت. 
همچنین، گائتانو دونیتزتی (Gaetano Donizetti)، آهنگساز ایتالیایی، در اپرای تاریخی خود «آنا بولِنا» (Anna Bolena) که در سال ۱۸۳۰ منتشر شد، از این ترانه به عنوان ابزاری نمایشی استفاده کرد. در پردهٔ دوم، صحنهٔ سوم این اپرا، هنگامی که شخصیت آنا بولنا (ملکهٔ انگلستان) در اوج جنون و درماندگی قرار دارد، تم «خانه! خانهٔ عزیز» در پس‌زمینهٔ موسیقایی اجرا می‌شود تا اشتیاق عمیق او به بازگشت به خانهٔ کودکی‌اش را تقویت کند. این کاربرد هوشمندانه، همزمان بر محبوبیت جهانی ترانه و نیز بر مهارت دونیزتی در تلفیق موسیقی عامه‌پسند با بافت اپرای کلاسیک تأکید دارد.
همچنین با سر هنری وود Fantasia on British Sea Songs و در Alexandre Guilmant Fantasy for organ Op. 43، Fantaisie sur deux melodies anglaises، که هر دوی آن‌ها از «قاعده، بریتانیا!» نیز استفاده می‌کنند. در سال ۱۸۵۷ آهنگساز-پیانیست سیگیزموند تالبرگ تغییراتی برای پیانو (اپس ۷۲) با موضوع «خانه! خانه شیرین!» نوشت که گفته می‌شود این آهنگ در طول جنگ داخلی آمریکا از پخش در اردوگاه‌های ارتش اتحادیه منع شد، زیرا این آهنگ بیش از حد از آتش و خانه بیزار بود و احتمالاً باعث فرار از سربازی می‌شد.
این آهنگ مورد علاقه Nellie Melba بود و بعداً در هر آهنگی گنجانده شد.
دهکدهٔ ایست همپتون خانه‌ای متعلق به پدربزرگ‌هایش در قرن هفدهم بود که  به "خانه شیرین خانگی" و آسیاب بادی معروف بود و خانه مزرعه مولفورد را تبدیل کرد به یک موزه دیدنی زنده در منطقه دهکده‌ای‌ست همپتون. این آهنگ در ژاپن با نام "Hanyū no Yado" ("埴生の宿") (کلبه فروتن من) شناخته می‌شود. در فیلم‌هایی مانند The Burmese Harp و Grave of the Fireflies. همچنین در ایستگاه Senri-Chūō در راه‌آهن کیتا اوزاکا کیوکو استفاده می‌شود.
با این حال، آهنگ بیشاپ را شاید بیشتر در موسیقی MGM The Wizard of Oz تشخیص دهیم. این ملودی پس از بازگشت او از سرزمین اوز، در سکانس پایانی به عنوان دوروثی (با بازی جودی گارلند همتای «Over the Rainbow» پخش می‌شود. به خانواده‌اش می‌گوید، «هیچ جایی مثل خانه نیست». در فیلم ۱۹۳۹ «عشق اول» این آهنگ را دینا دوربین اجرا کرد. در فیلم ۱۹۴۶ فاکس قرن بیستم «آنا و پادشاه سیام»، و همچنین در راجرز و همرستین در سال ۱۹۵۱ موزیکال، «پادشاه و من» (و محصول ۱۹۵۶ اقتباس از فیلم، آنا لئونوونز به شاگردانش می‌آموزد که «خانه! شیرین» بخوانند. خانه» به عنوان بخشی از کمپین روانشناختی او برای ترغیب شاه به ساختن خانه‌ای برای او. انیمیشن دیزنی محصول ۱۹۵۵ «بانو و ولگرد» دارای اجرای زوزه سگ از این آهنگ است.

## متن شعر به زبان اصلی
| Mid pleasures and palaces though we may roam            |
| Be it ever so humble, there's no place like home        |
| A charm from the skies seems to hallow us there         |
| Home! Home!                                             |
| Sweet, sweet home!                                      |
| There's no place like home                              |
| There's no place like home!                             |
| An exile from home splendor dazzles in vainm            |
| Oh give me my lowly thatched cottage again              |
| The birds singing gaily that came at my call            |
| And gave me the peace of mind dearer than all           |
| Home, home, sweet, sweet home                           |
| There's no place like home, there's no place like home! |